# ترو ویلاکو
تِرو ویلاکّو یک فیلم هندی به زبان تامیلی است. نقش‌های اصلی این فیلم را ویجایان و دیپا بازی می‌کنند. کمال حسن ترانه‌ای با صدای خود در این فیلم ضبط کرده‌است.